# Gaverland (Melsele)
Gaverland is een wijk in Melsele, deelgemeente van de Beveren-Kruibeke-Zwijndrecht in de Belgische provincie Oost-Vlaanderen. De wijk ligt in het noordwesten van de bebouwde kom van Melsele, zo'n kilometer van de dorpskerk. De bebouwing van het dorpscentrum sluit onder andere via de wijk Gaverland verder aan op de bebouwing van Beveren-centrum.
Gaverland is bekend als Mariaal bedevaartsoord, onder de kerkelijke jurisdictie van het Bisdom Gent. Bedevaarders komen er het beeld van Onze-Lieve-Vrouw van Gaverland vereren, dat door Monseigneur Stillemans pauselijk werd gekroond.

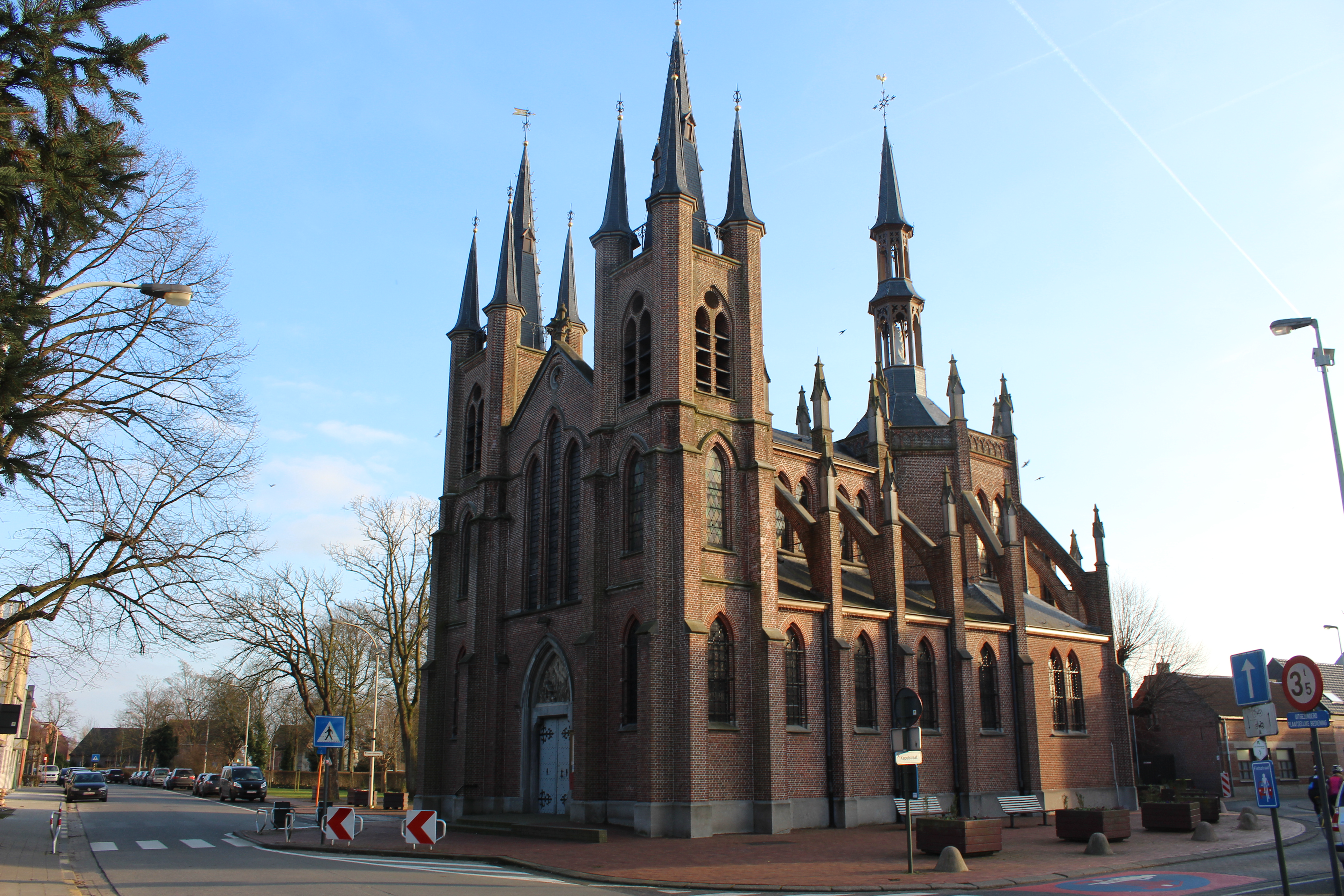
Gaverland en kapel

## Geschiedenis
Het verhaal gaat dat in 1511 een wonderdadig Onze-Lieve-Vrouwbeeld aan een linde gevonden werd. Sindsdien hebben er zich verschillende wonderen voorgedaan. Verschillende gelovigen schonken haar kostbare mantels met goudborduurwerk, sluiers van fijn kant en gedreven juwelen in zilver. 
Al gauw werd een kapel opgericht. In 1665 werd een nieuwe centraalbouw opgetrokken, een ronde koepelvormige kapel met uitspringend portaal. Aan de kapel vertrok ook een ommegang met de 15 staties van de Rozenkrans. Op de Ferrariskaart uit de jaren 1770 is de Gaverlandt Capelle aangeduid, en wordt de toenmalige ommegang weergegeven. Ook een windmolen wordt hier aangeduid. Deze windmolen was een staakmolen, die hier reeds voor 1716 was opgericht.
De kapel werd tijdens de Franse Revolutionaire periode in 1799 gesloopt. De bevolking bouwde meermaals een tijdelijke strooien kapel, die de Franse bezetter telkens weer sloopte. Na het Concordaat van 1801 kwam er een houten kapel. Op de Atlas der Buurtwegen uit 1841 is de Gaverland kapel vermeld, en wordt ook nog een windmolen aangeduid. Ook de Vandermaelenkaart uit het midden van de 19de eeuw vermeldt de Gaverland Kapel en een Kapelle Molen. Een nieuw stenen kapel werd opgebouwd in verschillende fasen rond de jaren 1860. De windmolen brandde af in 1866, waarna de kerkfabriek die grond opkocht en onder meer de kapel uitbreidde en een conciërgewoning optrok. In 1871 werd de kapel ingewijd.
In opdracht van de paus werd het Mariabeeld canoniek gekroond door bisschop Antoon Stillemans.
Voornamelijk bedevaartgangers uit Antwerpen en het Waasland bezoeken haar bedevaartsoord. Tot de bekendste bedevaarders behoren de hertog van Farnese, Priester Poppe en Broeder Isidoor.

## Bezienswaardigheden

### Kapel

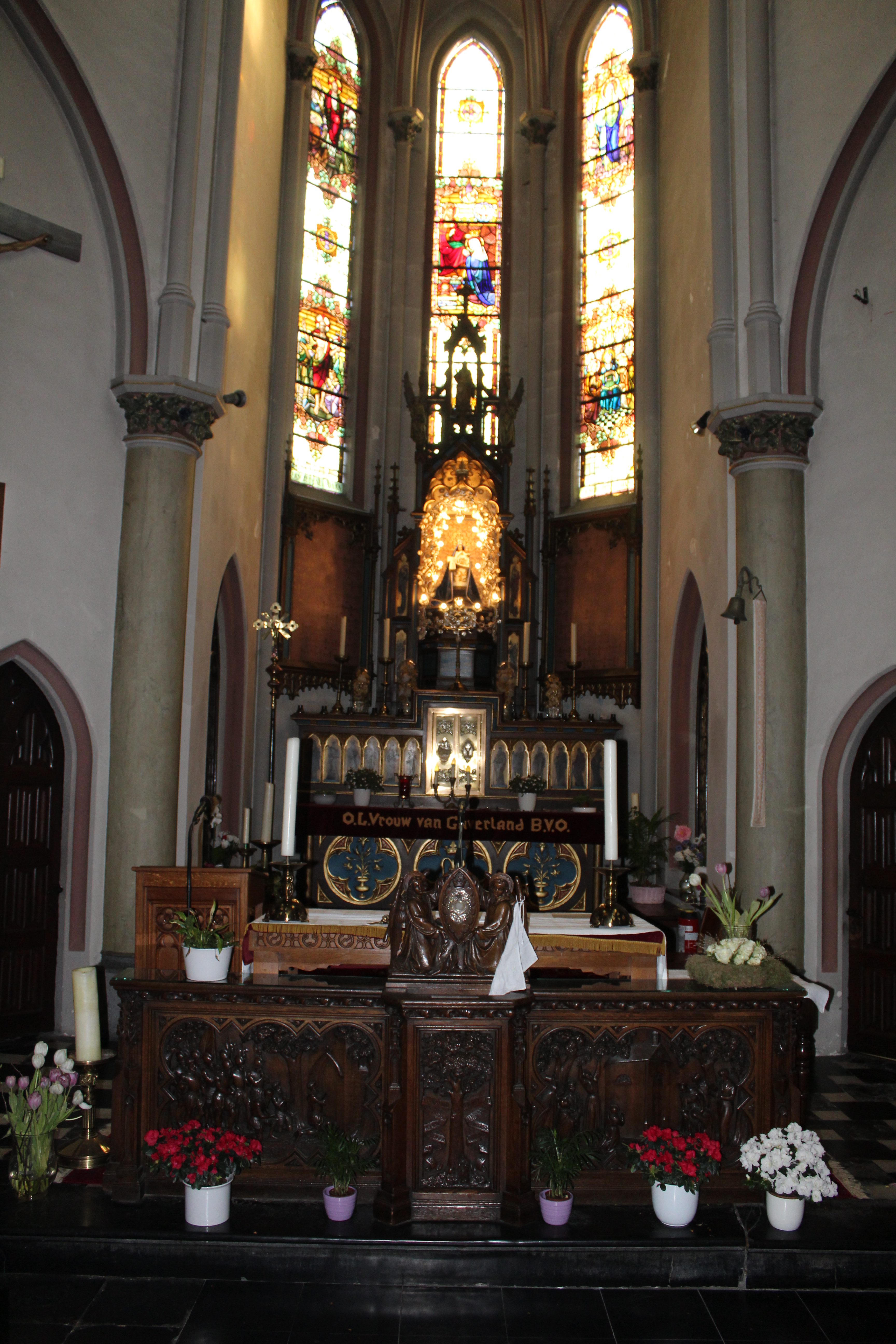
Hoogaltaar met devotiebeeld

De neogotische kapel van Onze-Lieve-Vrouw van Gaverland dateert van 1862-1864 en vervangt de oudere kapel uit de 18de eeuw. In 1870-1871 werd ze vergroot. Ze werd ontworpen door de Roeselaarse architect J.A. Clarysse. Het is een driebeukige bakstenen kapel, met achtzijdige centraalbouw, bekroond met dubbele lantaarn met naald en een portaal tussen twee vierkante torens, afgedekt met achtzijdige hoektorentjes en centrale naaldspits.
Het meubilair is neogotisch: hoofdaltaar van 1887 door de Brusselaar Charles Van Oemberg naar een ontwerp van architect J.A. Clarysse, twee zijaltaren van 1865 door de Gentse beeldhouwer J.B. van Biesbroeck, een communiebank van hetzelfde jaar met panelen die de bedevaart van Alexander Farnese met zijn gevolg naar Onze-Lieve-Vrouw van Gaverland voorstellen, ook door J.B. van Biesbroeck.
Het orgel van 1818 is afkomstig uit een Spaanse dorpskerk in Tarazona. Het werd in 1976 geplaatst door orgelbouwer G.A.C. de Graaf. De moderne muurschildering is van Jeroen de Bruycker. Het Mechelse mirakelbeeld van Onze-Lieve-Vrouw dateert van 1550-1600.

### Ommegang
In het aanpalende park staat sinds 1962-1968 een mariale ommegang met vijftien beeldengroepen van Franse zandsteen op voetstukken van breuksteen. De beelden zijn van de hand van beeldhouwer Gerard Thienpont. De voormalige arduinen pijlervormige kapelletjes van 1866-1869 van J.B. van Biesbroeck werden over de dorpswijken verspreid.